# 나라사카 다쿠미
나라사카 다쿠미(일본어: 奈良坂 巧, 2002년 7월 6일~)는 일본의 축구 선수이다.

## 구단 경력
그는 2021년 J2리그의 FC 마치다 젤비아에 입단했다. 2023년 J3리그의 가마타마레 사누키로 임대 이적했다. 2024년 J1리그의 FC 마치다 젤비아로 복귀했다. 2024년 4월 가마타마레 사누키로 임대 이적했다. 2025년 FC 마치다 젤비아로 복귀했다.